# Dikembe Mutombo
Dikembe Mutombo Mpolondo Mukamba Jean-Jacques Wamutombo (* 25. Juni 1966 in Kinshasa; † 30. September 2024 in Atlanta, Georgia) war ein kongolesisch-US-amerikanischer Basketballspieler, der von 1991 bis 2009 in der nordamerikanischen Profiliga NBA aktiv war. Mit 2,18 Metern gehörte der Center zu den größten NBA-Spielern. Seinen Spitznamen Mount Mutombo (Mount engl. für „Berg“) erhielt er durch seine Körpergröße und die Fähigkeit, Würfe zu blocken.
Mutombo wird zu den besten Defensivspielern der NBA-Geschichte gezählt; viermal gewann er den NBA Defensive Player of the Year Award, ein Rekord, den er sich mit Ben Wallace und Rudy Gobert teilt. Achtmal nahm er am NBA All-Star Game teil. Mutombo brachte es in seiner 18-jährigen NBA-Laufbahn in der ewigen Bestenliste bei geblockten Würfen auf den zweiten Platz, knapp hinter Hakeem Olajuwon. Bekannt wurde Mutombo für seine Angewohnheit, nach erfolgreichen Blocks seinem Gegenspieler mit erhobenem Zeigefinger zu winken, verbunden mit dem Spruch „Not in my house“.

## Kindheit und Jugend
Dikembe Mutombo, der fünf Brüder und zwei Schwestern hatte, besuchte zunächst das Institute Boboto, eine Schule in Kinshasa. Anschließend studierte er an der Georgetown University im Stadtteil Georgetown der US-Hauptstadt Washington, D.C. und erwarb einen Bachelorabschluss in Linguistik und Diplomatie. Neben Englisch, Französisch, Spanisch und Portugiesisch sprach er fünf afrikanische Sprachen.
Seine sportliche Laufbahn begann Mutombo zunächst als Fußballtorwart. Im Alter von 16 Jahren wechselte er dann zum Basketball und stand 20-jährig in der Nationalmannschaft seines Heimatlandes Zaire. Durch Vermittlung der amerikanischen Botschaft in Kinshasa wechselte er im Alter von 21 Jahren 1987 zu den Georgetown Hoyas in der Big East Conference.

## Karriere in der NBA

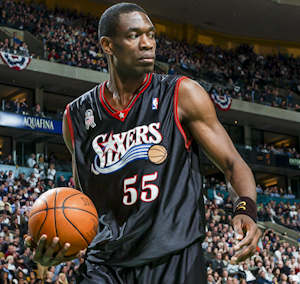
Mutombo im Trikot der Sixers (2002)

Mutombo begann seine Karriere in den Vereinigten Staaten in der Hochschulmannschaft der Georgetown Hoyas. 1991 wurde er, nachdem er zum besten Verteidigungsspieler gewählt worden war, im Draft-Verfahren der National Basketball Association (NBA) als Vierter von den Denver Nuggets ausgewählt. Nach seinem ersten NBA-Jahr wurde er für seine Leistungen in das NBA All-Rookie First Team berufen. Er spielte fünf Jahre in Denver, wo er einen mit 14 Millionen Dollar dotierten Vertrag für diese Laufzeit erhielt, wechselte dann zu den Atlanta Hawks. Bei den Hawks gewann Mutombo zweimal die Auszeichnung als bester NBA-Verteidiger des Jahres und führte die Mannschaft zu drei Playoffteilnahmen. Während der NBA-Saison 2000/01 wechselte Mutombo zu den Philadelphia 76ers. Hier erreichte er als größten Erfolg seiner Laufbahn die Finalserie. Dort verloren die 76ers allerdings gegen die Los Angeles Lakers mit 1:4-Siegen. 2003 erreichte er mit den New Jersey Nets erneut die Endspielserie, bekam dort allerdings kaum Spielzeit. Die Nets verloren gegen die San Antonio Spurs mit 2:4 Spielen. In der Spielzeit 2003/04 stand Mutombo für die New York Knicks auf dem Parkett.
Ab der Saison 2004/05 war Mutombo bei den Houston Rockets unter Vertrag. Er war zuletzt mit 42 Jahren der älteste Spieler in der NBA und vertrat den Star-Center der Texaner, den Chinesen Yao Ming (2,29 m), während dessen Verletzung würdig. Mutombo hatte angekündigt, nach der NBA-Saison 2007/08 seine Karriere als Basketballspieler zu beenden, entschied sich aber wegen seiner überzeugenden Leistungen während der Verletzung von Yao Ming doch für einen Verbleib in der NBA. Am 30. Dezember 2008 unterschrieb er dann für den Rest der NBA-Saison 2008/09 bei den Rockets.
In einem Zweikampf mit Greg Oden im zweiten Playoff-Spiel der Rockets gegen die Portland Trail Blazers stürzte er zu Boden und zog sich eine Verletzung am Bein zu. Hieraufhin erklärte er im Alter von 42 Jahren seinen Rücktritt.
Am 6. April 2015 wurde angekündigt, dass Mutombo im Herbst in die Naismith Memorial Basketball Hall of Fame aufgenommen werden wird. Am 1. September 2015 kündigten die Atlanta Hawks an, dass Mutombos Nummer 55 an keinen anderen Spieler mehr vergeben wird.

## Weitere Engagements und Auszeichnungen

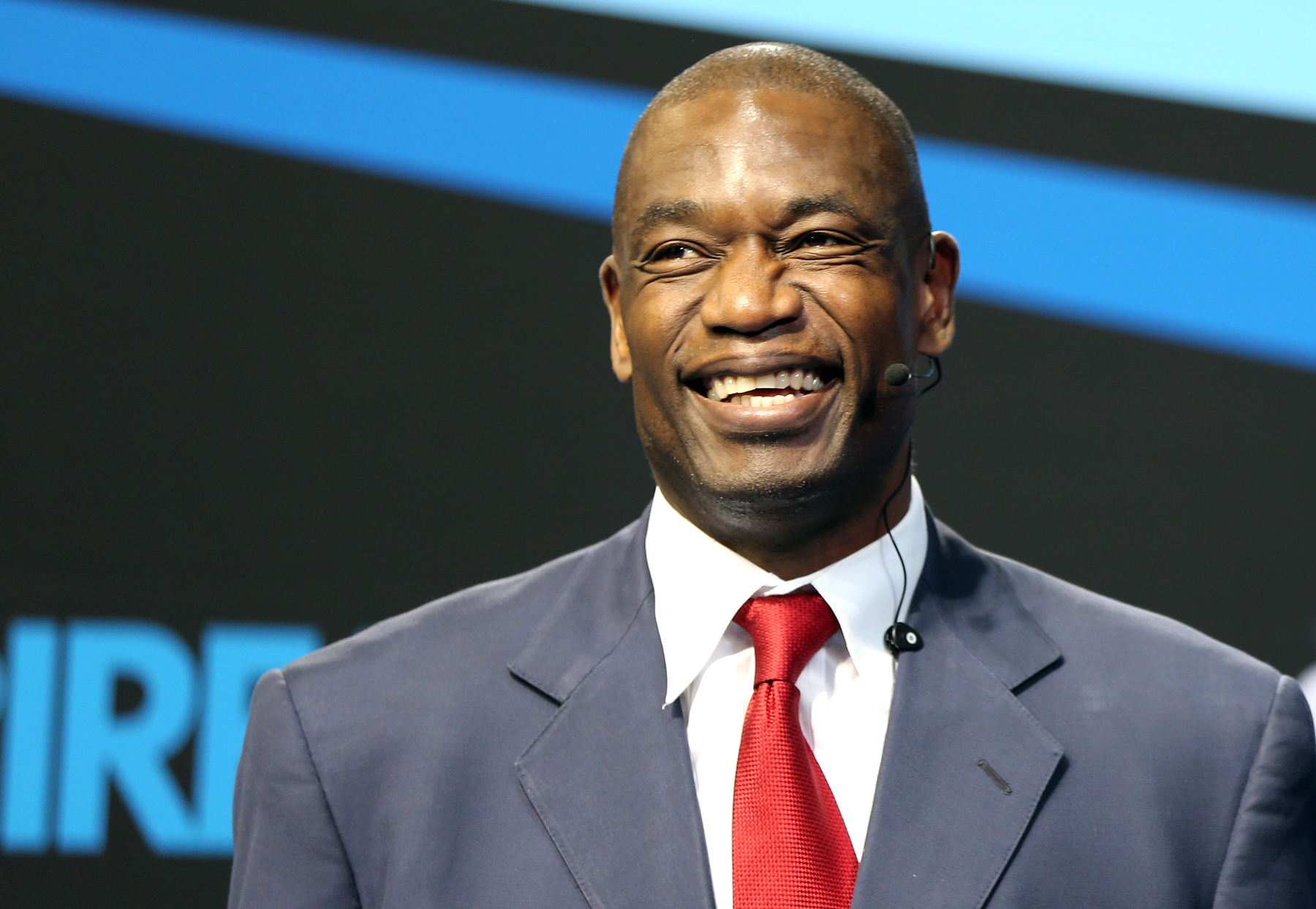
Dikembe Mutombo (2012)

Mutombo war Athletenbotschafter der Entwicklungshilfeorganisation Right To Play. 2010 erhielt er hierfür einen Laureus World Sports Award. Des Weiteren ist Mutombo der einzige Preisträger des J. Walter Kennedy Citizenship Award, der diese Auszeichnung für soziales Engagement zweimal erhielt (2001, 2009).
Außerdem war er weltweiter Botschafter der Special Olympics. Mit der von ihm gegründeten Stiftung setzte er sich unter anderem für den Special Olympics Verband in der Demokratischen Republik Kongo ein.
Die deutsche Sportartikelfirma Adidas brachte Anfang der 1990er Jahre eine spezielle Mutombo-Kollektion auf den Markt. Der von ihm verwendete Schuh wird als einer der besten Basketballschuhe aller Zeiten betrachtet. Zu dieser Zeit warb Mutombo zudem für einen eigenen Triple-Cheeseburger der Schnellrestaurantkette McDonald’s. Weitere Werbeverträge bestanden Anfang der 1990er Jahre mit Pepsi, Lock (Reisetaschen) und Safeway. Mit Dikembe Block erschien zu dieser Zeit auch eine CD über ihn. 1993 war auch eine Fernsehzeichentrickserie geplant, in der Mutombo als Superman wirken sollte.

## Persönliches
Mutombos Neffe Mfiondu Kabengele (Sohn seiner Schwester) wurde ebenfalls Basketballprofi.
Im Oktober 2022 wurde bekannt, dass Mutombo an einem Hirntumor litt. Er starb am 30. September 2024 im Alter von 58 Jahren an den Folgen der Erkrankung.